# Aryabhata (satellite)
Aryabhata (Hindi: आर्यभट्ट) è stato il primo satellite artificiale indiano. Lanciato nel 1975, ha reso l'India la 13ª Nazione con un satellite in orbita e tuttavia la prima del cosiddetto "Terzo mondo" (ovvero, la prima tra quei Paesi che non si erano schierati palesemente con gli Stati Uniti né con l'URSS). Deve il nome all'omonimo astronomo del V secolo.
Satellite scientifico come tutti i primi di ogni Nazione prima dell'India, serviva a studiare i raggi cosmici, i neutroni solari e i raggi gamma. Utilizzava pannelli solari su 24 dei suoi 26 lati che producevano 46 watts e il sistema di telemetria PCM-FM-PM operava a 137.44 MHz. Dopo cinque giorni di attività, un guasto ha portato alla definitiva perdita di segnale.
Di completa fabbricazione nazionale, si è avvalso della collaborazione sovietica per il lancio (dal Cosmodromo di Kapustin Jar) e per il trasporto in orbita (razzo Kosmos-3M). L'India è stata la prima Nazione a godere dell'aiuto sovietico (la Cina, nel 1970, aveva logisticamente fatto tutto da sé). Ciò è stato possibile grazie all'accordo che Udupi Ramachandra Rao aveva siglato coi Sovietici nel 1972, il quale concedeva loro l'accesso ai porti indiani per ricerche scientifiche.